# Gleditsia japonica
Gleditsia japonica là một loài thực vật có hoa trong họ Đậu. Loài này được Miq. miêu tả khoa học đầu tiên.

## Hình ảnh

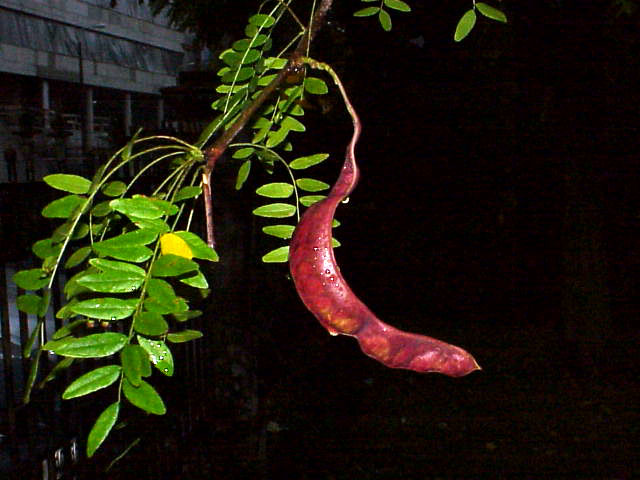
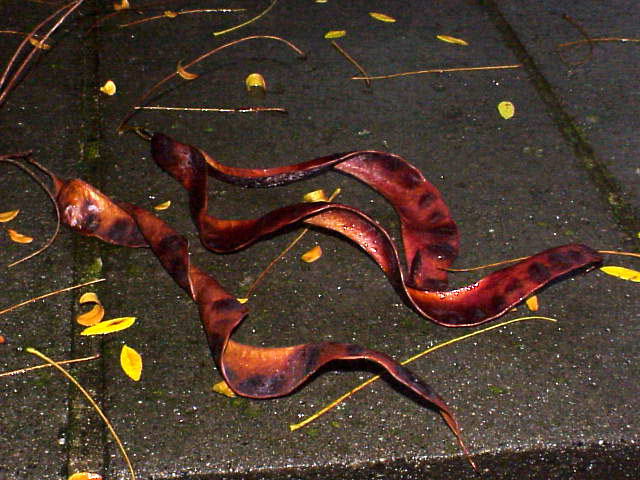
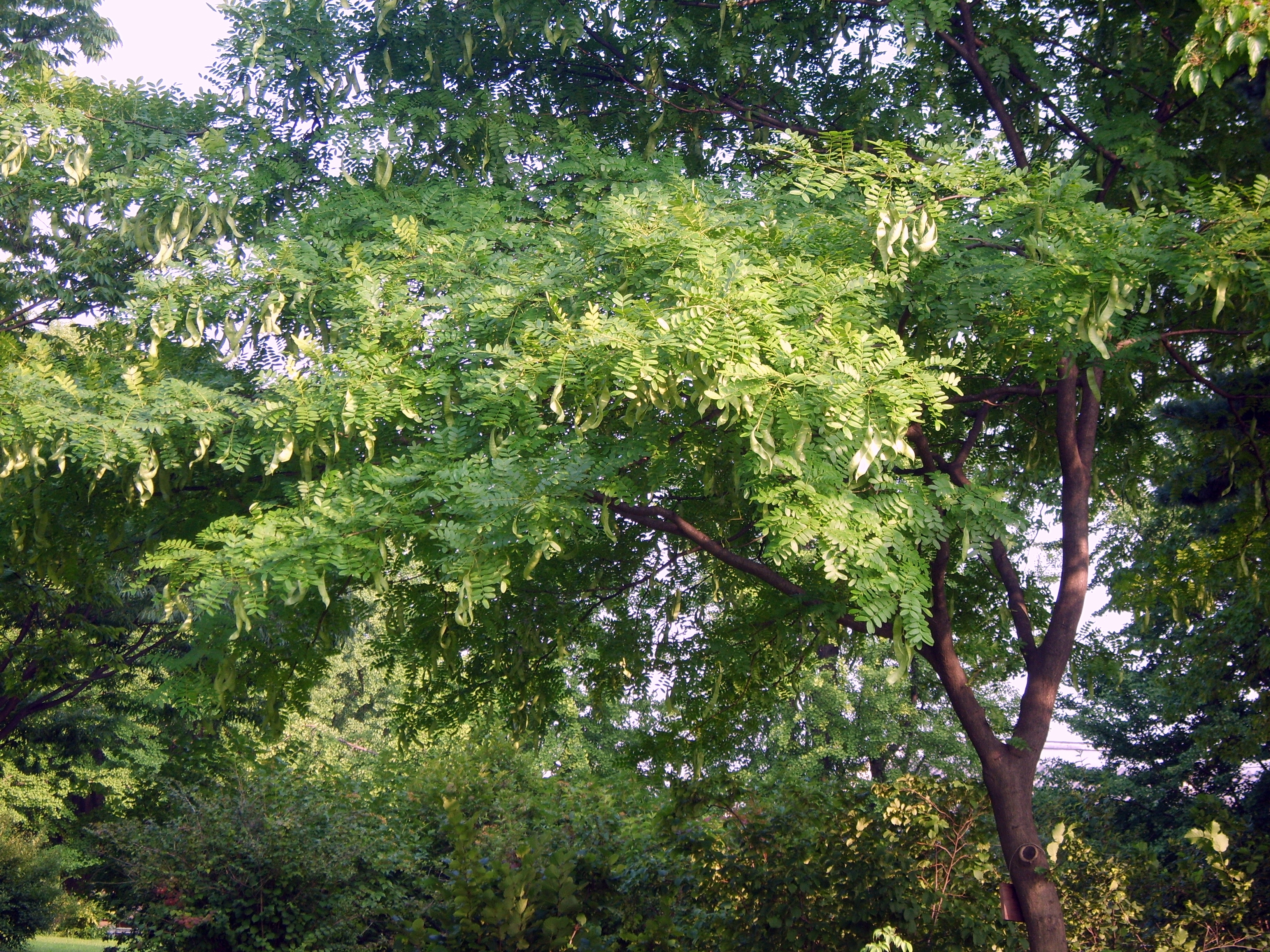